# Eugenia Zuffoli
Eugenia Zuffoli, née à Rome le 20 mai 1897 et morte à Madrid le 28 décembre 1982, est une actrice et cantatrice italienne qui a fait sa carrière en Espagne.

## Biographie
Eugenia Zuffoli est née à Rome, la capitale de l'Italie, le 20 mai 1897 mais déménagea en Espagne. Elle campa des rôles dans des films au cinéma au début des années 1920 et prit sa retraite dans les années 1960. Elle meurt à Madrid en Espagne le 28 décembre 1982. Son fils est l'acteur espagnol José Bódalo.

## Filmographie
Voici la filmographie d'Eugenia Zuffoli :
- 1923 : Los guapos de Manuel Noriega
- 1925 : El niño de las monjas de José Calvache 'Walken'
- 1930 : El secreto del doctor  d'Adelqui Migliar
- 1952 : Amaya de Luis Marquina
- 1961 : Teresa de Jesús de Juan de Orduña
- 1962 : A hierro muere de Marcel Mur Oti